# Rabat (Malta)
Rabat (oder Ir-Rabat) ist eine Stadt direkt neben der alten Stadt Mdina im Zentrum von Malta.
Zu Rabat gehört auch das Dorf Baħrija.
Die Geschichte des Ortes reicht etwa 2.000 Jahre zurück, als sie einen Teil der alten römischen Stadt Melita bildete. In der Zeit der arabischen Herrschaft über die Insel wurde die Stadt in Mdina umbenannt, während der Teil außerhalb der Stadtmauer Rabat, was Vorort bedeutet, genannt wurde.

## Sehenswürdigkeiten
- Die Kirche St. Paul wurde im Gedenken und zu Ehren des Apostels Paulus und des von ihm bekehrten Bischofs Publius erbaut. Die Legende sagt, dass der Apostel in der nach ihm benannten Grotte unterhalb des rechten Seitenschiffs während seines dreimonatigen Aufenthaltes auf der Insel Malta gelebt haben soll, bis es ihm gelang, den römischen Statthalter Publius zum Christentum zu bekehren. In der Grotte befindet sich heute eine Statue des Apostels, in einer weiteren Grotte, die offenbar als Gefängnis diente, sind in der Decke Löcher vorhanden, an denen die Gefangenen angebunden wurden. Dort befinden sich auch Fresken aus dem 16. Jahrhundert.
- Die St. Agatha Katakomben dienten vom 3.–5. Jahrhundert als Begräbnisstätten. Es sind unterschiedliche Grabtypen zu sehen, teilweise sind noch Fresken aus der Entstehungszeit vorhanden. Hier soll sich auch eine Zeitlang die Heilige Agatha vor den Nachstellungen des heidnischen Statthalters von Sizilien, Quintianus, verborgen haben. Die unterirdische Kapelle am Eingang enthält Fresken aus dem 12.–13. Jahrhundert.
- Die St. Paul Katakomben sind die größten in Rabat, die labyrinthartigen Gänge führen zu zahlreichen Gräbern.

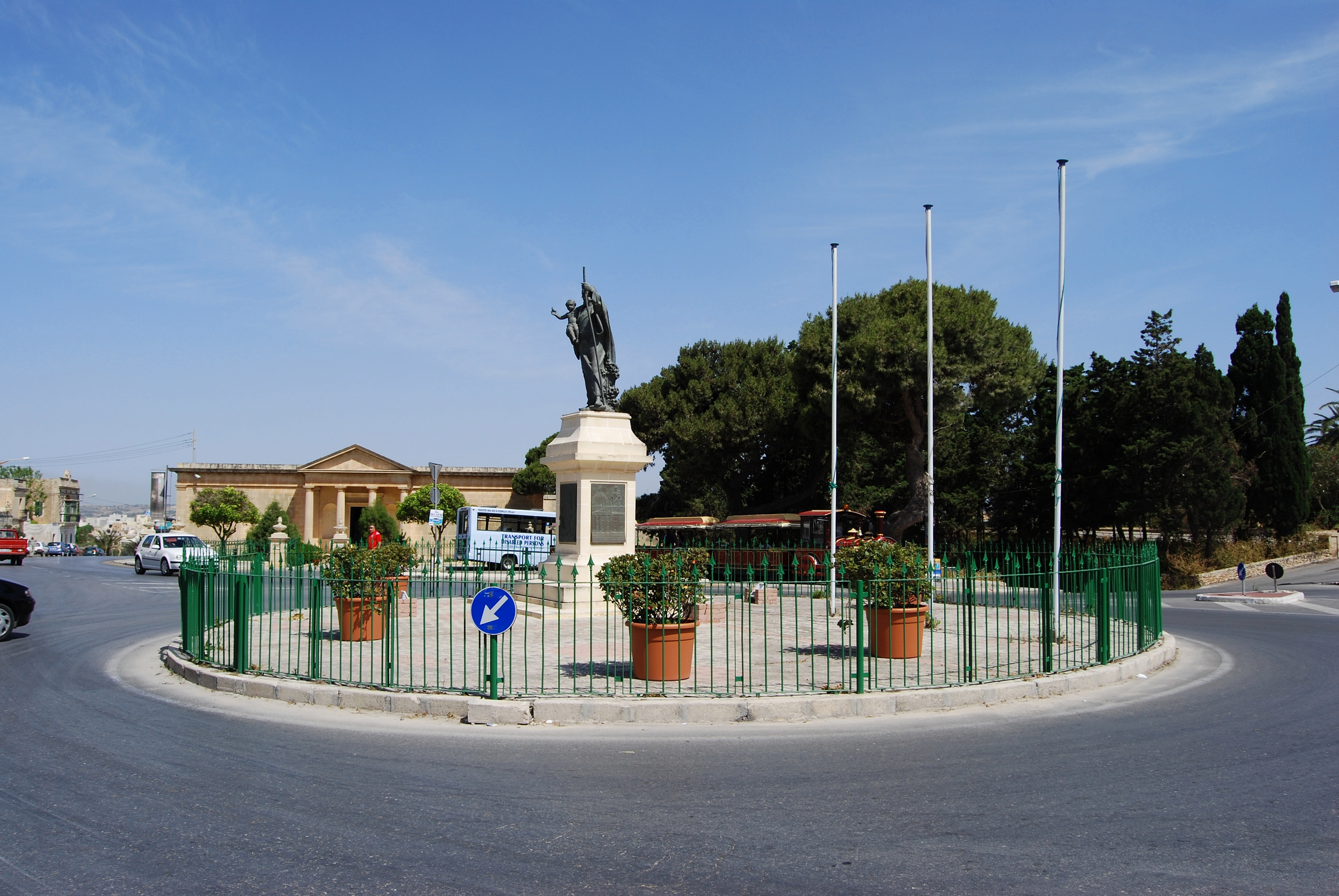
Kreisverkehr in Rabat
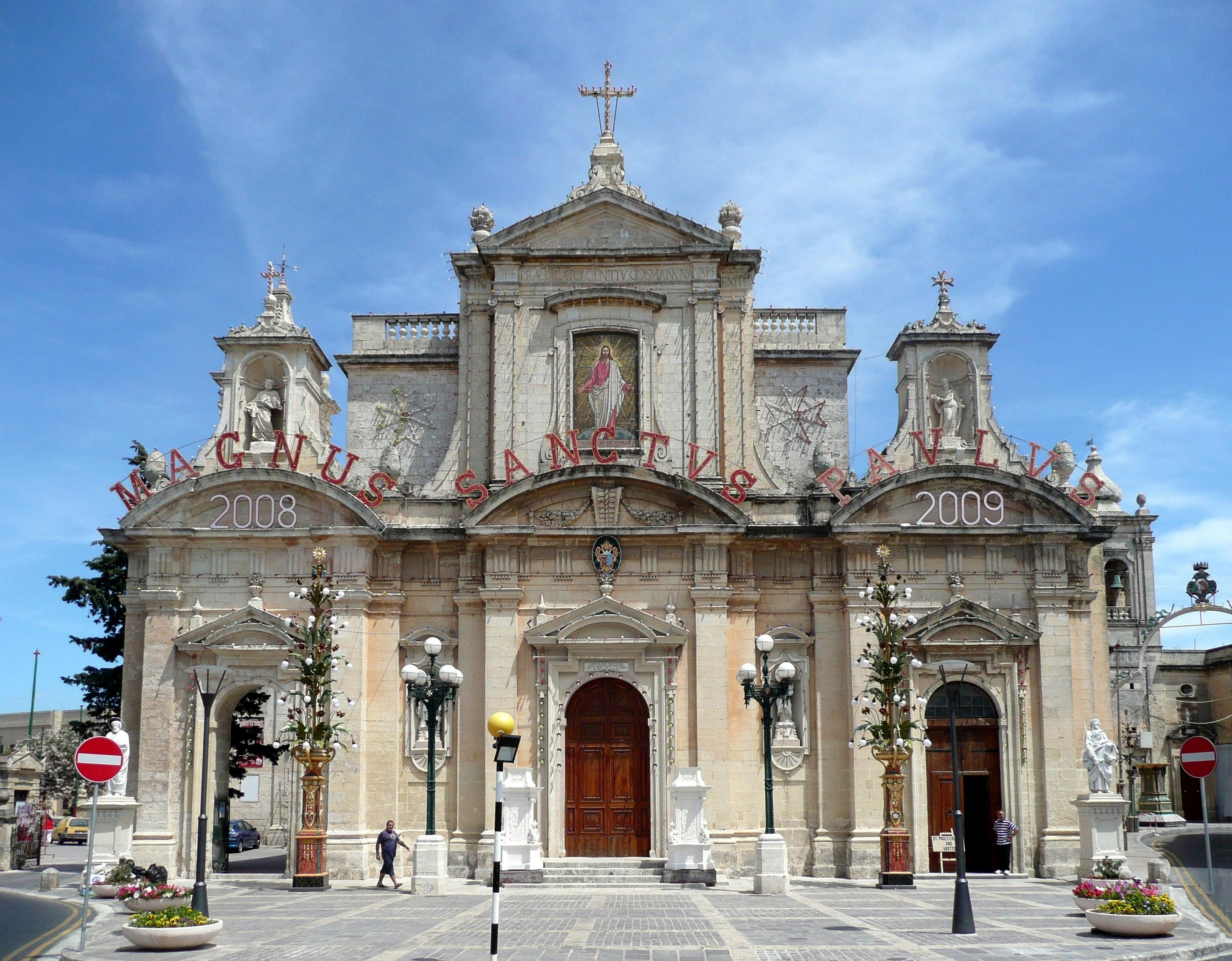
St. Paul’s Church, Rabat
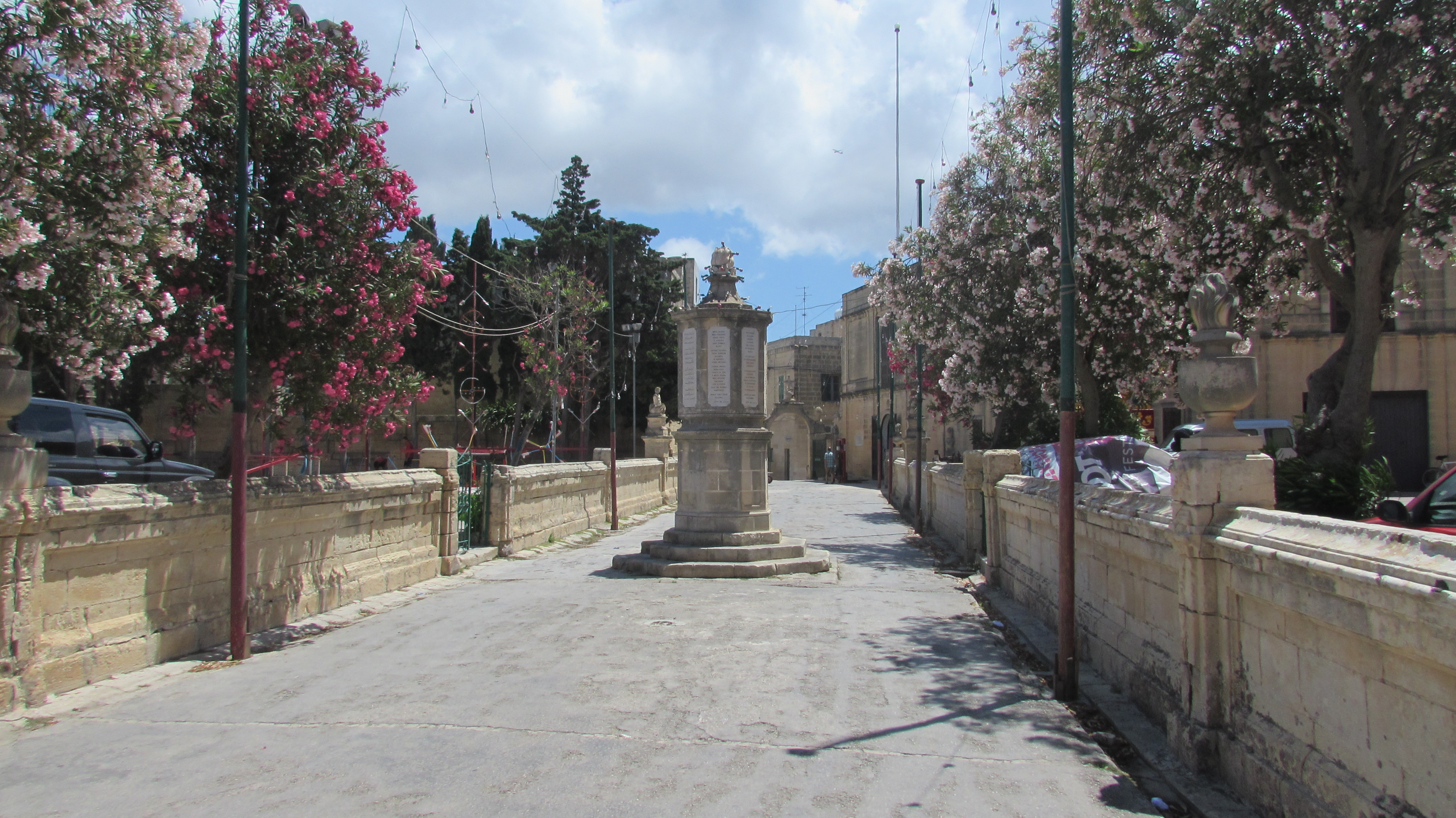
Ansicht (2018)

## Sonstiges
Teile der Filme München und Troja wurden in Rabat gedreht.

## Söhne und Töchter der Stadt
- Joseph Calleia (1897–1975), Schauspieler
- Paul Xuereb (1923–1994), Politiker und Präsident der Republik Malta (1987–89)
- Daniel Micallef (1928–2022), Diplomat und Politiker
- Sylvester Carmel Magro (1941–2018), Ordensgeistlicher
- Marlene Mizzi (* 1954), Politikerin
- Carmel Busuttil (* 1964), Fußballspieler
- Michaela Paris (* 1969), Sängerin
- Debbie Scerri (* 1969), Sängerin
- Adrian Mifsud (* 1974), Fußballspieler